# 박정훈 (기자)
박정훈(朴庭勳, 1970년 3월 4일~)은 대한민국의 기자이다. 제22대 국회의원이다.

## 학력
- 수봉국민학교 졸업
- 음성중학교 졸업
- 충주고등학교 졸업
- 연세대학교 사회과학대학 행정학과 졸업
- 뉴욕 주립 대학교 스토니브룩 대학원 기술경영학 석사

## 경력
- 1996년: 동아일보 편집국 기자로 입사
- 1997년: 동아일보 사회부 기자
- 1999년: 동아일보 정보산업부 기자
- 2000년: 동아일보 경제부 기자
- 2003년: 동아일보 경영전략실 경영총괄팀 기자
- 2006년: 동아일보 경제부 기자
- 2007년: 동아일보 정치부 기자
- 2010년: 동아일보 사회부 차장
- 2012년: 동아일보 정치부 차장
- 2014년: 채널A 정치부 차장
- 2015년 12월: 동아일보 워싱턴 특파원
- 2015년 12월: 채널A 워싱턴 특파원
- 2019년 6월~2019년 12월: TV조선 정치부 부장대우
- 2019년 12월~2022년 4월: TV조선 정치부장
- 2022년 4월~2023년 7월: TV조선 정치부 부국장대우
- 2023년 7월~2023년 12월: TV조선 시사제작국장
- 2024년 1월~: 국민의힘 입당
- 2024년 5월~: 국민의힘 서울특별시당 송파구 갑 당원협의회 위원장
- 2024년 4월 10일 대한민국 제22대 국회의원 선거 당선(서울 송파구 갑, 국민의힘, 초선)
- 2024년 5월~: 제22대 국회의원(서울 송파구 갑, 국민의힘, 초선)
  - 2024년 6월~2024년 8월 제22대 국회 전반기 과학기술정보방송통신위원회 위원
    - 제22대 국회 전반기 과학기술정보방송통신위원회 과학기술원자력법안심사소위원회 위원

  - 지속 가능 성장을 위한 구조개혁 실천 포럼 구성의원
  - 2024년 8월~2024년 8월 제22대 국회 전반기 정무위원회 위원
  - 2024년 8월~ 제22대 국회 전반기 과학기술정보방송통신위원회 위원
  - 유니콘팜 구성의원
- 2024년 6월~2024년 7월: 국민의힘 정책위원회 산하 시급한 민생 현안 해결을 위한 문화체육관광특별위원회 위원
- 2024년 6월~2024년 7월: 국민의힘 정책위원회 산하 시급한 민생 현안 해결을 위한 AI·반도체특별위원회 간사
- 2024년 8월~2025년 6월: 국민의힘 사기 탄핵 공작 진사규명 태스크포스 위원
- 2025년 4월~2025년 5월: 국민의힘 한동훈 제21대 대통령 선거 경선후보 국민먼저 캠프 미디어위원장

## 진행

### TV
- 채널A 뉴스 TOP 10  메인 MC(2013년~2015년)
- TV조선 뉴스 7 앵커(2019년 9월 21일~2021년 3월 28일)
- 박정훈의 정치다 메인 MC(2023년 7월 31일~2023년 12월 29일)

## 역대 선거 결과
| 실시년도 | 선거   | 대수 | 직책     | 선거구         | 정당     | 득표수   | 득표율          | 순위 | 당락 | 비고 |
| -------- | ------ | ---- | -------- | -------------- | -------- | -------- | --------------- | ---- | ---- | ---- |
| 2024년   | 총선   | 22대 | 국회의원 | 서울 송파구 갑 | 국민의힘 | 56,521표 | \| \| 52.24% \| | 1위  |      | 초선 |
|          | 52.24% |      |          |                |          |          |                 |      |      |      |

## 소속 정당
| 소속 정당 | 소속 정당 | 소속 기간 | 비고      |
| --------- | --------- | --------- | --------- |
|           | 국민의힘  | 2024~현재 | 정계 입문 |

## 같이 보기
- 서울 송파구의 국회의원
- 송파구 갑